# El paradís i la Peri
El paradís i la Peri (títol original en alemany: Das Paradies und die Peri), op. 50, és un oratori profà per a solistes, cor i orquestra compost per Robert Schumann el 1843 i publicat el 1845.

## Història
Es tracta d'una adaptació d'un conte extret de l'obra Lalla-Rookh de Thomas Moore duta a terme pel mestre alemany el 1817, en col·laboració amb Adolf Böttger, a partir d'una traducció a l'alemany realitzada per Emil Flechsig, amic de Schumann.
Schumann va confiar a un amic que, mentre escrivia l’obra, una veu li xiuxiuejava de tant en tant que allò que feia no ho feia completament en va, i que fins i tot Richard Wagner lloaria l'obra. D'altra banda, els alemanys van utilitzar els passatges més bèl·lics de la composició per a estimular el fervor patriòtic durant la Segona Guerra Mundial.

## Argument
La Peri, una criatura de la mitologia persa i islàmica, és la protagonista de l'obra. Després d'haver estat expulsada del paradís, per a poder ser readmesa necessita portar el regal més volgut per al cel. Realitza tres intents, d'aquí les tres parts de l'oratori, en tres països diferents, per a redimir-se:
- A l'Índia recull l'última gota de sang d'un jove lluitador.
- A Egipte es fa amb l'últim sospir d'una jove que s'ha sacrificat pel seu amant.
- A Síria aconsegueix la llàgrima de la galta d'un vell pecador penedit que havia vist suplicar a un nen.

Amb tot això aconsegueix que finalment les portes del cel se li tornin a obrir.

## Instrumentació
La partitura està escrita per a solistes, un cor i una orquestra formada per:
- Vent fusta: 2 flautes, 1 flautí, 2 oboès, 2 clarinets, 2 fagots.
- Vent metall: 4 trompes, 2 trompetes, 3 trombons, 1 oficleide o figle (tuba).
- Cordes: 1 arpa i una secció de cordes amb violins I i II, violes, violoncels, contrabaixos.
- Veus: solistes (soprano, alt, tenor, baix) i un cor mixt (SATB).

## Estructura
L'obra consta de tres parts que contenen un total de 26 números o moviments.

## Recepció de l'obra
El text pot haver atret els contemporanis de Schumann sobretot pel seu atractiu romàntic i oriental, així com per la idea de la redempció individual. L'estrena va ser un èxit decisiu per a Schumann. L'obra va tenir cinquanta representacions el 1855.
A través d’una reinterpretació i reordenació del text, així com dels números individuals, l’obra va ser indegudament utilitzada el 1914 com a ''música per a la commemoració de la mort dels nostres herois'' (''Blut eines tapferen, jungen Kriegers'' – Sang d’un jove i valent guerrer). També es va interpretar en aquest sentit en una versió revisada per Max Gebhard en resposta a una crida de la Reichsmusikkammer, que va traslladar el tema del penediment al principi i el de la mort sacrificial al final per a aconseguir un efecte heroic. Es va representar el 1943 sota la direcció de Kurt Barth en les celebracions oficials de Schumann a la seva ciutat natal, Zwickau, i reinterpretada políticament mitjançant conferències addicionals.
L'oratori, que a penes es va interpretar durant dècades, torna a representar-se en l'actualitat amb major freqüència i de la mà d'eminents directors com Nikolaus Harnoncourt. (Viena, març de 2008), Simon Rattle (Berlín, febrer de 2009 i Viena, octubre de 2012), John Eliot Gardiner (Leipzig, febrer de 2014) o Jordi Savall (Barcelona, 2025).